# هاله اسفندیاری
هاله اسفندیاری (متولد ۱۹۴۰) پژوهشگر ایرانی-آمریکایی و مدیر بخش مطالعات خاورمیانه مؤسسه غیردولتی وودرو ویلسون در شهر واشینگتن است.  از ۸ مه ۲۰۰۷ در زندان اوین و در بازداشت رسمی وزارت اطلاعات به‌سر بُرد و نهایتاً در تاریخ ۲۱ اوت ۲۰۰۷به‌طور موقت و با قرار وثیقه ۳۰۰ میلیون تومانی از زندان اوین آزاد شد.
در بیانیه وزارت اطلاعات آمده‌است که وی به تلاش برای براندازی نظام «اعتراف» کرده‌است. ، اما شائول بخاش، همسر یهودی-ایرانی وی که خود تاریخدان است، این اتهامات را نپذیرفت.
منابع خارج از ایران گفته‌اند که وی برای دیدار با مادر خویش به ایران سفر کرده بود دلیل بازداشت وی در ایران تأسیس و مدیریت برنامه خاورمیانه مرکز «ویلسون» درآمریکا که مقامات ایران آن را مرتبط با بنیاد «سوروس» می‌دانند ذکر شده‌است.

## زندگی
وی دکترای تخصصی خود را از دانشگاه وین در کشور اتریش گرفته‌است.

## واکنش‌ها در آمریکا
- کنگره آمریکا خواستار آزادی هاله اسفندیاری شد. چهارصد و یازده عضو مجلس نمایندگان آمریکا با صدور قطعنامه‌ای از دولت ایران خواسته‌اند هاله اسفندیاری را به سرعت آزاد کند، مدارک مسافرتش را به وی تحویل دهد، به آزار و اذیت او پایان دهد و از وی عذرخواهی کند.[۶]
- تام کیسی سخنگوی وزارت امور خارجه ایالات متحده آمریکا، در واکنشی به اتهام وارد شده به هاله اسفندیاری،  مبنی بر تلاش برای براندازی نرم را رد کرده و آنها را «بی معنا» و «نامعقول» خواند.[۲]
- کاندولیزا رایس وزیرخارجه ایالات متحده آمریکا گفت که هاله اسفندیاری باید بلافاصله آزاد شود. وی افزود که بازداشت این پژوهشگر، «طینت رژیم جمهوری اسلامی را نشان می‌دهد و این دیدگاه را تقویت می‌کند که این رژیم علاوه بر همه مشکلاتی که در سطح بین‌المللی ایجاد می‌کند، با مردم خود و در این مورد خاص، با شهروندی که تابعیت دوگانه دارد، چندان خوب رفتار نمی‌کند». «[۷]
- نوام چامسکی استاد دانشگاه‌ام آی تی با صدور بیانیه‌ای نسبت به بازداشت اسفندیاری ابراز «تاسف» کرده و هشدار داده اقدام وزارت اطلاعات ایران هدیه‌ای است برای سیاستگذاران آمریکایی که به دنبال حمله نظامی آمریکا به ایران هستند. نوام چامسکی در بیانیه خود تأکید کرده این برخورد غیرقابل تحمل با محققی بسیار محترم تلاش‌های کسانیکه به‌دنبال صلح، عدالت و آزادی در منطقه خاورمیانه و جهان هستند را به شدت تضعیف می‌کند.[۲]
- سناتور باراک اوباما از چهره‌های کلیدی حزب دمکرات آمریکا در بیانیه‌ای زندانی شدن هاله اسفندیاری، توسط مقامات ایران را محکوم کرد و خواستار آزادی فوری وی شد.[۷]
- سناتور هیلاری کلینتون یکی از چهره‌های اصلی حزب دموکرات آمریکا در بیانیه‌ای از نقش مهم هاله اسفندیاری در مطالعات بین‌المللی دربارهٔ زنان و مسایل سیاسی ایران گفت: «این حبس با ماهیت کار هاله اسفندیاری در تضاد است، چرا که او در راستای دموکراسی و آزادی برای مردمی کار می‌کند که تحت سلطه حکومت‌های مستبد زندگی می‌کنند. من از دولت ایران می‌خواهم که دکتر اسفندیاری را هر چه سریعتر آزاد کند.»[۸]
- حوان کول استاد خاورمیانه در دانشگاه میشیگان و منتقد شدید سیاست‌های جورج بوش نیز در وبلاگ خود نوشت که سفرش به ایران برای شرکت در یک کنفرانس را به‌دنبال زندانی کردن اسفندیاری لغو کرده و از سایر دانشگاهیان نیز خواسته‌است چنین کنند. وی از افراد دانشگاهی و سایرین خواسته‌است در مقابل دفاتر نمایندگی جمهوری اسلامی ایران اعتراض کنند[۲]

## فیلم اعترافات
روز ۲۷ تیر ۱۳۸۶ فیلم اعترافات هاله اسفندیاری، کیان تاجبخش و رامین جهانبگلو از شبکه یک صدا و سیمای جمهوری اسلامی ایران پخش شد. همسر اسفندیاری دربارهٔ این اعترافات می‌گوید:اعترافاتی اینچنینی که در پی بیش از ۷۰ روز بازداشت انفرادی «با تهدیدهای شدید و آن وحشتی که چنین وضعی به وجود می‌آورد» ادا شده‌است.
دو سال بعد محمود احمدی‌نژاد در توضیحی دربارهٔ علت برکناری محسنی اژه‌ای در روزهای پایانی دولت نهم پس از انتخابات ریاست جمهوری، در جمعی از دبیران تشکل‌های دانشجویی به این موضوع اشاره کرد و گفت:
«در موضوع هاله اسفندیاری هم خوب عمل نکرد و من به او گفتم که چرا رفتاری می‌کنید که مورد تمسخر واقع شوید؟، یک پیرزن ۷۰ ساله را گرفته‌اید می‌گویید می‌خواهد انقلاب مخملی راه بیندازد در حالی‌که عاملان انقلاب مخملی کسان دیگری هستند و باید آنها به مردم معرفی شوند.»

## کتابزندان من، خانه من
هاله اسفندیاری در اکتبر سال ۲۰۰۹ کتابی با عنوان خانه من، زندان من؛ روایت اسارت یک زن در ایران منتشر کرده که در آن به شرح هشت ماه بازداشت در زندان‌های ایران و بازجویی‌هایی وزارت اطلاعات از خود پرداخته‌است.

## پیوندهای دیگر
- «سخنگوی قوه قضاییه: «هاله اسفندیاری» به اتهام امنیتی بازداشت شد». خبرگزاری جمهوری اسلامی. ۸۶/۰۲/۲۵. بایگانی‌شده از اصلی در ۳۰ سپتامبر ۲۰۰۷. دریافت‌شده در ۸۶/۰۲/۲۵. تاریخ وارد شده در |تاریخ بازدید=،|تاریخ= را بررسی کنید (کمک)
- «محقق ایرانی-آمریکایی با تهدید روبروست». دیدبان حقوق بشر. دوازدهم می۲۰۰۷. بایگانی‌شده از اصلی در ۱۶ مه ۲۰۰۷. دریافت‌شده در ۲۳:۱۱، ۲۲ مه ۲۰۰۷ (UTC). تاریخ وارد شده در |تاریخ بازدید=،|تاریخ= را بررسی کنید (کمک)